# フェミニスト (田原俊彦の曲)
「フェミニスト」は、2017年6月21日にリリースされた田原俊彦の68作目のシングル。

## 背景
フォーミュラエンタテインメント傘下のレコードレーベル『Formula Recordings』から、ユニバーサルミュージックに移籍後初のシングル。田原にとってメジャー復帰作であり、2006年にガウスエンタテインメントから発売した「ジラシテ果実/ドMテキーラトニック」以来、約11年ぶりとなった。

## 制作
表題曲の作詞は、作詞家の阿木燿子、作曲はDaisuke"DAIS"MiyachiとNATABAが担当した。阿木が、田原へ楽曲を提供するのは2001年に発表された「Dangerous Zone」以来、16年ぶりとなった。
田原は「壮大な世界観を歌う年代になったんだなと思いますね。20代、30代では歌えなかった」と語り、「振り返ればいつも女性が僕の側にいて支えてくれた。尊敬の意を込めてしっかり歌っていきたい」と田原の実母やファンに感謝を表した。

## ミュージック・ビデオ
ミュージック・ビデオは、アクション映画などで使用される採掘場で、荒野を駆け抜ける田原の姿とライブハウスでのパフォーマンスが収められた映像となっている。

## プロモーション
香水の輸入販売を手がけているフェアリーテイルは、2018年8月25日にコラボレーション商品『FEMINIST 〜LOVES YOU〜』を、公式オンラインストアおよび『TOSHIHIKO TAHARA DOUBLE 'T' TOUR 2018』の各会場にて限定発売された。

## リリース
2017年6月21日に、ユニバーサルミュージックから、初回盤（CD+DVD）と通常盤（CD）の2形態で発売された。

## 収録曲
| 全作詞: 阿木燿子。 |                             |           |                                |          |      |
| #                  | タイトル                    | 作詞      | 作曲                           | 編曲     | 時間 |
| 1.                 | 「フェミニスト」            | 阿木燿子  | Daisuke"DAIS"Miyachi, NATABA   | NATABA   | 4:30 |
| 2.                 | 「Dear 迷える獅子達」       | 阿木燿子  | Daisuke"DAIS"Miyachi, 大野裕一 | 大野裕一 | 4:10 |
| 3.                 | 「フェミニスト」(INST)      | 阿木燿子  |                                |          | 4:29 |
| 4.                 | 「Dear 迷える獅子達」(INST) | 阿木燿子  |                                |          | 4:07 |
| 合計時間:          | 合計時間:                   | 合計時間: | 合計時間:                      | 17:16    |      |

| #  | タイトル                      | 作詞 | 作曲・編曲 |
| -- | ----------------------------- | ---- | ---------- |
| 1. | 「フェミニスト」(Music Video) |      |            |
| 2. | 「Making of "フェミニスト"」  |      |            |